# Harajicadectes
Harajicadectes is een geslacht van uitgestorven tetrapodomorfen uit het Midden-Boven-Devoon (Givetien tot Frasnien) met als enige bekende soort Harajicadectes zhumini. Deze behoort tot de overgangsvorm tussen vissen en viervoeters, de stam-viervoeters. De naam is afgeleid van de vindplaats in de zandsteenafzetting Harajica (Harajica Sandstone Member) in het Amadeusbekken in het Rode Centrum in Australië en van het Oudgriekse dēktēs (bijter) gezien de hoektanden. De soortnaam zhumini is ter ere van professor Min Zhu. Het is waarschijnlijk een luchtademende vis geweest.

## Beschrijving
Het geslacht en de soort werden beschreven in 2024 door Brian Choo en collega's aan de hand van holotype NTM P6410 en paratype CPC 39948. De vis heeft opmerkelijk grote spiracula, zo'n 20% van het schedeldak, vergelijkbaar met die van Gogonasus en de Elpistostegalia. Deze ademgaten achter de ogen suggereren luchtademhaling en zo zou tijdens deze periode bij drie taxa sprake zijn van parallelle evolutie.
Het holotype heeft een lengte van 26,5 cm en met de ontbrekende staartvin zou dit de lengte rond de 30 cm brengen. De schedel van het holotype is 4,8 cm, terwijl de grootste schedel (AMF 99704) 7,6 cm is, wat een lengte van 45-50 cm zou betekenen.

## Fylogenetische stambomen
Er zijn twee fylogenetische stambomen opgesteld, een strikte consensusstamboom en een gebaseerd op de 50% meerderheidsregel.

### Strikte consensusstamboom
|  | Cladarosymblema narienense |
|  |                            |
|  | Ectosteorhachis nitidus    |
|  |                            |
|  | Megalichthys hibberti      |
|  |                            |

|  | Beelarongia patrichae                                                     |
|  |                                                                           |
|  | \| \| Canowindra grossi \| \| \| \| \| \| Koharalepis jarviki \| \| \| \| |
|  |                                                                           |
|  | Canowindra grossi                                                         |
|  |                                                                           |
|  | Koharalepis jarviki                                                       |
|  |                                                                           |

|  | Canowindra grossi   |
|  |                     |
|  | Koharalepis jarviki |
|  |                     |

|  | Cladarosymblema narienense |
|  |                            |
|  | Ectosteorhachis nitidus    |
|  |                            |
|  | Megalichthys hibberti      |
|  |                            |

|  | Beelarongia patrichae                                                     |
|  |                                                                           |
|  | \| \| Canowindra grossi \| \| \| \| \| \| Koharalepis jarviki \| \| \| \| |
|  |                                                                           |
|  | Canowindra grossi                                                         |
|  |                                                                           |
|  | Koharalepis jarviki                                                       |
|  |                                                                           |

|  | Canowindra grossi   |
|  |                     |
|  | Koharalepis jarviki |
|  |                     |

|  | Cladarosymblema narienense |
|  |                            |
|  | Ectosteorhachis nitidus    |
|  |                            |
|  | Megalichthys hibberti      |
|  |                            |

|  | Beelarongia patrichae                                                     |
|  |                                                                           |
|  | \| \| Canowindra grossi \| \| \| \| \| \| Koharalepis jarviki \| \| \| \| |
|  |                                                                           |
|  | Canowindra grossi                                                         |
|  |                                                                           |
|  | Koharalepis jarviki                                                       |
|  |                                                                           |

|  | Canowindra grossi   |
|  |                     |
|  | Koharalepis jarviki |
|  |                     |

|  | Cladarosymblema narienense |
|  |                            |
|  | Ectosteorhachis nitidus    |
|  |                            |
|  | Megalichthys hibberti      |
|  |                            |

|  | Beelarongia patrichae                                                     |
|  |                                                                           |
|  | \| \| Canowindra grossi \| \| \| \| \| \| Koharalepis jarviki \| \| \| \| |
|  |                                                                           |
|  | Canowindra grossi                                                         |
|  |                                                                           |
|  | Koharalepis jarviki                                                       |
|  |                                                                           |

|  | Canowindra grossi   |
|  |                     |
|  | Koharalepis jarviki |
|  |                     |

|  | Cladarosymblema narienense |
|  |                            |
|  | Ectosteorhachis nitidus    |
|  |                            |
|  | Megalichthys hibberti      |
|  |                            |

|  | Beelarongia patrichae                                                     |
|  |                                                                           |
|  | \| \| Canowindra grossi \| \| \| \| \| \| Koharalepis jarviki \| \| \| \| |
|  |                                                                           |
|  | Canowindra grossi                                                         |
|  |                                                                           |
|  | Koharalepis jarviki                                                       |
|  |                                                                           |

|  | Canowindra grossi   |
|  |                     |
|  | Koharalepis jarviki |
|  |                     |

|  | Cladarosymblema narienense |
|  |                            |
|  | Ectosteorhachis nitidus    |
|  |                            |
|  | Megalichthys hibberti      |
|  |                            |

|  | Beelarongia patrichae                                                     |
|  |                                                                           |
|  | \| \| Canowindra grossi \| \| \| \| \| \| Koharalepis jarviki \| \| \| \| |
|  |                                                                           |
|  | Canowindra grossi                                                         |
|  |                                                                           |
|  | Koharalepis jarviki                                                       |
|  |                                                                           |

|  | Canowindra grossi   |
|  |                     |
|  | Koharalepis jarviki |
|  |                     |

|  | Cladarosymblema narienense |
|  |                            |
|  | Ectosteorhachis nitidus    |
|  |                            |
|  | Megalichthys hibberti      |
|  |                            |

|  | Beelarongia patrichae                                                     |
|  |                                                                           |
|  | \| \| Canowindra grossi \| \| \| \| \| \| Koharalepis jarviki \| \| \| \| |
|  |                                                                           |
|  | Canowindra grossi                                                         |
|  |                                                                           |
|  | Koharalepis jarviki                                                       |
|  |                                                                           |

|  | Canowindra grossi   |
|  |                     |
|  | Koharalepis jarviki |
|  |                     |

|  | Cladarosymblema narienense |
|  |                            |
|  | Ectosteorhachis nitidus    |
|  |                            |
|  | Megalichthys hibberti      |
|  |                            |

|  | Beelarongia patrichae                                                     |
|  |                                                                           |
|  | \| \| Canowindra grossi \| \| \| \| \| \| Koharalepis jarviki \| \| \| \| |
|  |                                                                           |
|  | Canowindra grossi                                                         |
|  |                                                                           |
|  | Koharalepis jarviki                                                       |
|  |                                                                           |

|  | Canowindra grossi   |
|  |                     |
|  | Koharalepis jarviki |
|  |                     |

|  | Cladarosymblema narienense |
|  |                            |
|  | Ectosteorhachis nitidus    |
|  |                            |
|  | Megalichthys hibberti      |
|  |                            |

|  | Beelarongia patrichae                                                     |
|  |                                                                           |
|  | \| \| Canowindra grossi \| \| \| \| \| \| Koharalepis jarviki \| \| \| \| |
|  |                                                                           |
|  | Canowindra grossi                                                         |
|  |                                                                           |
|  | Koharalepis jarviki                                                       |
|  |                                                                           |

|  | Canowindra grossi   |
|  |                     |
|  | Koharalepis jarviki |
|  |                     |

|  | Cladarosymblema narienense |
|  |                            |
|  | Ectosteorhachis nitidus    |
|  |                            |
|  | Megalichthys hibberti      |
|  |                            |

|  | Beelarongia patrichae                                                     |
|  |                                                                           |
|  | \| \| Canowindra grossi \| \| \| \| \| \| Koharalepis jarviki \| \| \| \| |
|  |                                                                           |
|  | Canowindra grossi                                                         |
|  |                                                                           |
|  | Koharalepis jarviki                                                       |
|  |                                                                           |

|  | Canowindra grossi   |
|  |                     |
|  | Koharalepis jarviki |
|  |                     |

|  | Cladarosymblema narienense |
|  |                            |
|  | Ectosteorhachis nitidus    |
|  |                            |
|  | Megalichthys hibberti      |
|  |                            |

|  | Beelarongia patrichae                                                     |
|  |                                                                           |
|  | \| \| Canowindra grossi \| \| \| \| \| \| Koharalepis jarviki \| \| \| \| |
|  |                                                                           |
|  | Canowindra grossi                                                         |
|  |                                                                           |
|  | Koharalepis jarviki                                                       |
|  |                                                                           |

|  | Canowindra grossi   |
|  |                     |
|  | Koharalepis jarviki |
|  |                     |

|  | Cladarosymblema narienense |
|  |                            |
|  | Ectosteorhachis nitidus    |
|  |                            |
|  | Megalichthys hibberti      |
|  |                            |

|  | Beelarongia patrichae                                                     |
|  |                                                                           |
|  | \| \| Canowindra grossi \| \| \| \| \| \| Koharalepis jarviki \| \| \| \| |
|  |                                                                           |
|  | Canowindra grossi                                                         |
|  |                                                                           |
|  | Koharalepis jarviki                                                       |
|  |                                                                           |

|  | Canowindra grossi   |
|  |                     |
|  | Koharalepis jarviki |
|  |                     |

|  | Cladarosymblema narienense |
|  |                            |
|  | Ectosteorhachis nitidus    |
|  |                            |
|  | Megalichthys hibberti      |
|  |                            |

|  | Beelarongia patrichae                                                     |
|  |                                                                           |
|  | \| \| Canowindra grossi \| \| \| \| \| \| Koharalepis jarviki \| \| \| \| |
|  |                                                                           |
|  | Canowindra grossi                                                         |
|  |                                                                           |
|  | Koharalepis jarviki                                                       |
|  |                                                                           |

|  | Canowindra grossi   |
|  |                     |
|  | Koharalepis jarviki |
|  |                     |

|  | Cladarosymblema narienense |
|  |                            |
|  | Ectosteorhachis nitidus    |
|  |                            |
|  | Megalichthys hibberti      |
|  |                            |

|  | Beelarongia patrichae                                                     |
|  |                                                                           |
|  | \| \| Canowindra grossi \| \| \| \| \| \| Koharalepis jarviki \| \| \| \| |
|  |                                                                           |
|  | Canowindra grossi                                                         |
|  |                                                                           |
|  | Koharalepis jarviki                                                       |
|  |                                                                           |

|  | Canowindra grossi   |
|  |                     |
|  | Koharalepis jarviki |
|  |                     |

|  | Cladarosymblema narienense |
|  |                            |
|  | Ectosteorhachis nitidus    |
|  |                            |
|  | Megalichthys hibberti      |
|  |                            |

|  | Beelarongia patrichae                                                     |
|  |                                                                           |
|  | \| \| Canowindra grossi \| \| \| \| \| \| Koharalepis jarviki \| \| \| \| |
|  |                                                                           |
|  | Canowindra grossi                                                         |
|  |                                                                           |
|  | Koharalepis jarviki                                                       |
|  |                                                                           |

|  | Canowindra grossi   |
|  |                     |
|  | Koharalepis jarviki |
|  |                     |

|  | Cladarosymblema narienense |
|  |                            |
|  | Ectosteorhachis nitidus    |
|  |                            |
|  | Megalichthys hibberti      |
|  |                            |

|  | Beelarongia patrichae                                                     |
|  |                                                                           |
|  | \| \| Canowindra grossi \| \| \| \| \| \| Koharalepis jarviki \| \| \| \| |
|  |                                                                           |
|  | Canowindra grossi                                                         |
|  |                                                                           |
|  | Koharalepis jarviki                                                       |
|  |                                                                           |

|  | Canowindra grossi   |
|  |                     |
|  | Koharalepis jarviki |
|  |                     |

### 50% meerderheidsregel
|  | Cladarosymblema narienense |
|  |                            |
|  | Ectosteorhachis nitidus    |
|  |                            |
|  | Megalichthys hibberti      |
|  |                            |

|  | Beelarongia patrichae |
|  |                       |
|  | Canowindra grossi     |
|  |                       |
|  | Koharalepis jarviki   |
|  |                       |

|  | Cladarosymblema narienense |
|  |                            |
|  | Ectosteorhachis nitidus    |
|  |                            |
|  | Megalichthys hibberti      |
|  |                            |

|  | Beelarongia patrichae |
|  |                       |
|  | Canowindra grossi     |
|  |                       |
|  | Koharalepis jarviki   |
|  |                       |

|  | Cladarosymblema narienense |
|  |                            |
|  | Ectosteorhachis nitidus    |
|  |                            |
|  | Megalichthys hibberti      |
|  |                            |

|  | Beelarongia patrichae |
|  |                       |
|  | Canowindra grossi     |
|  |                       |
|  | Koharalepis jarviki   |
|  |                       |

|  | Cladarosymblema narienense |
|  |                            |
|  | Ectosteorhachis nitidus    |
|  |                            |
|  | Megalichthys hibberti      |
|  |                            |

|  | Beelarongia patrichae |
|  |                       |
|  | Canowindra grossi     |
|  |                       |
|  | Koharalepis jarviki   |
|  |                       |

|  | Cladarosymblema narienense |
|  |                            |
|  | Ectosteorhachis nitidus    |
|  |                            |
|  | Megalichthys hibberti      |
|  |                            |

|  | Beelarongia patrichae |
|  |                       |
|  | Canowindra grossi     |
|  |                       |
|  | Koharalepis jarviki   |
|  |                       |

|  | Cladarosymblema narienense |
|  |                            |
|  | Ectosteorhachis nitidus    |
|  |                            |
|  | Megalichthys hibberti      |
|  |                            |

|  | Beelarongia patrichae |
|  |                       |
|  | Canowindra grossi     |
|  |                       |
|  | Koharalepis jarviki   |
|  |                       |

|  | Cladarosymblema narienense |
|  |                            |
|  | Ectosteorhachis nitidus    |
|  |                            |
|  | Megalichthys hibberti      |
|  |                            |

|  | Beelarongia patrichae |
|  |                       |
|  | Canowindra grossi     |
|  |                       |
|  | Koharalepis jarviki   |
|  |                       |

|  | Cladarosymblema narienense |
|  |                            |
|  | Ectosteorhachis nitidus    |
|  |                            |
|  | Megalichthys hibberti      |
|  |                            |

|  | Beelarongia patrichae |
|  |                       |
|  | Canowindra grossi     |
|  |                       |
|  | Koharalepis jarviki   |
|  |                       |

|  | Cladarosymblema narienense |
|  |                            |
|  | Ectosteorhachis nitidus    |
|  |                            |
|  | Megalichthys hibberti      |
|  |                            |

|  | Beelarongia patrichae |
|  |                       |
|  | Canowindra grossi     |
|  |                       |
|  | Koharalepis jarviki   |
|  |                       |

|  | Cladarosymblema narienense |
|  |                            |
|  | Ectosteorhachis nitidus    |
|  |                            |
|  | Megalichthys hibberti      |
|  |                            |

|  | Beelarongia patrichae |
|  |                       |
|  | Canowindra grossi     |
|  |                       |
|  | Koharalepis jarviki   |
|  |                       |

|  | Cladarosymblema narienense |
|  |                            |
|  | Ectosteorhachis nitidus    |
|  |                            |
|  | Megalichthys hibberti      |
|  |                            |

|  | Beelarongia patrichae |
|  |                       |
|  | Canowindra grossi     |
|  |                       |
|  | Koharalepis jarviki   |
|  |                       |

|  | Cladarosymblema narienense |
|  |                            |
|  | Ectosteorhachis nitidus    |
|  |                            |
|  | Megalichthys hibberti      |
|  |                            |

|  | Beelarongia patrichae |
|  |                       |
|  | Canowindra grossi     |
|  |                       |
|  | Koharalepis jarviki   |
|  |                       |

|  | Cladarosymblema narienense |
|  |                            |
|  | Ectosteorhachis nitidus    |
|  |                            |
|  | Megalichthys hibberti      |
|  |                            |

|  | Beelarongia patrichae |
|  |                       |
|  | Canowindra grossi     |
|  |                       |
|  | Koharalepis jarviki   |
|  |                       |

|  | Cladarosymblema narienense |
|  |                            |
|  | Ectosteorhachis nitidus    |
|  |                            |
|  | Megalichthys hibberti      |
|  |                            |

|  | Beelarongia patrichae |
|  |                       |
|  | Canowindra grossi     |
|  |                       |
|  | Koharalepis jarviki   |
|  |                       |

|  | Cladarosymblema narienense |
|  |                            |
|  | Ectosteorhachis nitidus    |
|  |                            |
|  | Megalichthys hibberti      |
|  |                            |

|  | Beelarongia patrichae |
|  |                       |
|  | Canowindra grossi     |
|  |                       |
|  | Koharalepis jarviki   |
|  |                       |

|  | Cladarosymblema narienense |
|  |                            |
|  | Ectosteorhachis nitidus    |
|  |                            |
|  | Megalichthys hibberti      |
|  |                            |

|  | Beelarongia patrichae |
|  |                       |
|  | Canowindra grossi     |
|  |                       |
|  | Koharalepis jarviki   |
|  |                       |

|  | Cladarosymblema narienense |
|  |                            |
|  | Ectosteorhachis nitidus    |
|  |                            |
|  | Megalichthys hibberti      |
|  |                            |

|  | Beelarongia patrichae |
|  |                       |
|  | Canowindra grossi     |
|  |                       |
|  | Koharalepis jarviki   |
|  |                       |

|  | Cladarosymblema narienense |
|  |                            |
|  | Ectosteorhachis nitidus    |
|  |                            |
|  | Megalichthys hibberti      |
|  |                            |

|  | Beelarongia patrichae |
|  |                       |
|  | Canowindra grossi     |
|  |                       |
|  | Koharalepis jarviki   |
|  |                       |

|  | Cladarosymblema narienense |
|  |                            |
|  | Ectosteorhachis nitidus    |
|  |                            |
|  | Megalichthys hibberti      |
|  |                            |

|  | Beelarongia patrichae |
|  |                       |
|  | Canowindra grossi     |
|  |                       |
|  | Koharalepis jarviki   |
|  |                       |

|  | Cladarosymblema narienense |
|  |                            |
|  | Ectosteorhachis nitidus    |
|  |                            |
|  | Megalichthys hibberti      |
|  |                            |

|  | Beelarongia patrichae |
|  |                       |
|  | Canowindra grossi     |
|  |                       |
|  | Koharalepis jarviki   |
|  |                       |

|  | Cladarosymblema narienense |
|  |                            |
|  | Ectosteorhachis nitidus    |
|  |                            |
|  | Megalichthys hibberti      |
|  |                            |

|  | Beelarongia patrichae |
|  |                       |
|  | Canowindra grossi     |
|  |                       |
|  | Koharalepis jarviki   |
|  |                       |

|  | Cladarosymblema narienense |
|  |                            |
|  | Ectosteorhachis nitidus    |
|  |                            |
|  | Megalichthys hibberti      |
|  |                            |

|  | Beelarongia patrichae |
|  |                       |
|  | Canowindra grossi     |
|  |                       |
|  | Koharalepis jarviki   |
|  |                       |

|  | Cladarosymblema narienense |
|  |                            |
|  | Ectosteorhachis nitidus    |
|  |                            |
|  | Megalichthys hibberti      |
|  |                            |

|  | Beelarongia patrichae |
|  |                       |
|  | Canowindra grossi     |
|  |                       |
|  | Koharalepis jarviki   |
|  |                       |

|  | Cladarosymblema narienense |
|  |                            |
|  | Ectosteorhachis nitidus    |
|  |                            |
|  | Megalichthys hibberti      |
|  |                            |

|  | Beelarongia patrichae |
|  |                       |
|  | Canowindra grossi     |
|  |                       |
|  | Koharalepis jarviki   |
|  |                       |

|  | Cladarosymblema narienense |
|  |                            |
|  | Ectosteorhachis nitidus    |
|  |                            |
|  | Megalichthys hibberti      |
|  |                            |

|  | Beelarongia patrichae |
|  |                       |
|  | Canowindra grossi     |
|  |                       |
|  | Koharalepis jarviki   |
|  |                       |

|  | Cladarosymblema narienense |
|  |                            |
|  | Ectosteorhachis nitidus    |
|  |                            |
|  | Megalichthys hibberti      |
|  |                            |

|  | Beelarongia patrichae |
|  |                       |
|  | Canowindra grossi     |
|  |                       |
|  | Koharalepis jarviki   |
|  |                       |

|  | Cladarosymblema narienense |
|  |                            |
|  | Ectosteorhachis nitidus    |
|  |                            |
|  | Megalichthys hibberti      |
|  |                            |

|  | Beelarongia patrichae |
|  |                       |
|  | Canowindra grossi     |
|  |                       |
|  | Koharalepis jarviki   |
|  |                       |

|  | Cladarosymblema narienense |
|  |                            |
|  | Ectosteorhachis nitidus    |
|  |                            |
|  | Megalichthys hibberti      |
|  |                            |

|  | Beelarongia patrichae |
|  |                       |
|  | Canowindra grossi     |
|  |                       |
|  | Koharalepis jarviki   |
|  |                       |

|  | Cladarosymblema narienense |
|  |                            |
|  | Ectosteorhachis nitidus    |
|  |                            |
|  | Megalichthys hibberti      |
|  |                            |

|  | Beelarongia patrichae |
|  |                       |
|  | Canowindra grossi     |
|  |                       |
|  | Koharalepis jarviki   |
|  |                       |

|  | Cladarosymblema narienense |
|  |                            |
|  | Ectosteorhachis nitidus    |
|  |                            |
|  | Megalichthys hibberti      |
|  |                            |

|  | Beelarongia patrichae |
|  |                       |
|  | Canowindra grossi     |
|  |                       |
|  | Koharalepis jarviki   |
|  |                       |

|  | Cladarosymblema narienense |
|  |                            |
|  | Ectosteorhachis nitidus    |
|  |                            |
|  | Megalichthys hibberti      |
|  |                            |

|  | Beelarongia patrichae |
|  |                       |
|  | Canowindra grossi     |
|  |                       |
|  | Koharalepis jarviki   |
|  |                       |

|  | Cladarosymblema narienense |
|  |                            |
|  | Ectosteorhachis nitidus    |
|  |                            |
|  | Megalichthys hibberti      |
|  |                            |

|  | Beelarongia patrichae |
|  |                       |
|  | Canowindra grossi     |
|  |                       |
|  | Koharalepis jarviki   |
|  |                       |

|  | Cladarosymblema narienense |
|  |                            |
|  | Ectosteorhachis nitidus    |
|  |                            |
|  | Megalichthys hibberti      |
|  |                            |

|  | Beelarongia patrichae |
|  |                       |
|  | Canowindra grossi     |
|  |                       |
|  | Koharalepis jarviki   |
|  |                       |

|  | Cladarosymblema narienense |
|  |                            |
|  | Ectosteorhachis nitidus    |
|  |                            |
|  | Megalichthys hibberti      |
|  |                            |

|  | Beelarongia patrichae |
|  |                       |
|  | Canowindra grossi     |
|  |                       |
|  | Koharalepis jarviki   |
|  |                       |

|  | Cladarosymblema narienense |
|  |                            |
|  | Ectosteorhachis nitidus    |
|  |                            |
|  | Megalichthys hibberti      |
|  |                            |

|  | Beelarongia patrichae |
|  |                       |
|  | Canowindra grossi     |
|  |                       |
|  | Koharalepis jarviki   |
|  |                       |

|  | Cladarosymblema narienense |
|  |                            |
|  | Ectosteorhachis nitidus    |
|  |                            |
|  | Megalichthys hibberti      |
|  |                            |

|  | Beelarongia patrichae |
|  |                       |
|  | Canowindra grossi     |
|  |                       |
|  | Koharalepis jarviki   |
|  |                       |

|  | Cladarosymblema narienense |
|  |                            |
|  | Ectosteorhachis nitidus    |
|  |                            |
|  | Megalichthys hibberti      |
|  |                            |

|  | Beelarongia patrichae |
|  |                       |
|  | Canowindra grossi     |
|  |                       |
|  | Koharalepis jarviki   |
|  |                       |

|  | Cladarosymblema narienense |
|  |                            |
|  | Ectosteorhachis nitidus    |
|  |                            |
|  | Megalichthys hibberti      |
|  |                            |

|  | Beelarongia patrichae |
|  |                       |
|  | Canowindra grossi     |
|  |                       |
|  | Koharalepis jarviki   |
|  |                       |

|  | Cladarosymblema narienense |
|  |                            |
|  | Ectosteorhachis nitidus    |
|  |                            |
|  | Megalichthys hibberti      |
|  |                            |

|  | Beelarongia patrichae |
|  |                       |
|  | Canowindra grossi     |
|  |                       |
|  | Koharalepis jarviki   |
|  |                       |

|  | Cladarosymblema narienense |
|  |                            |
|  | Ectosteorhachis nitidus    |
|  |                            |
|  | Megalichthys hibberti      |
|  |                            |

|  | Beelarongia patrichae |
|  |                       |
|  | Canowindra grossi     |
|  |                       |
|  | Koharalepis jarviki   |
|  |                       |

|  | Cladarosymblema narienense |
|  |                            |
|  | Ectosteorhachis nitidus    |
|  |                            |
|  | Megalichthys hibberti      |
|  |                            |

|  | Beelarongia patrichae |
|  |                       |
|  | Canowindra grossi     |
|  |                       |
|  | Koharalepis jarviki   |
|  |                       |

|  | Cladarosymblema narienense |
|  |                            |
|  | Ectosteorhachis nitidus    |
|  |                            |
|  | Megalichthys hibberti      |
|  |                            |

|  | Beelarongia patrichae |
|  |                       |
|  | Canowindra grossi     |
|  |                       |
|  | Koharalepis jarviki   |
|  |                       |

|  | Cladarosymblema narienense |
|  |                            |
|  | Ectosteorhachis nitidus    |
|  |                            |
|  | Megalichthys hibberti      |
|  |                            |

|  | Beelarongia patrichae |
|  |                       |
|  | Canowindra grossi     |
|  |                       |
|  | Koharalepis jarviki   |
|  |                       |

|  | Cladarosymblema narienense |
|  |                            |
|  | Ectosteorhachis nitidus    |
|  |                            |
|  | Megalichthys hibberti      |
|  |                            |

|  | Beelarongia patrichae |
|  |                       |
|  | Canowindra grossi     |
|  |                       |
|  | Koharalepis jarviki   |
|  |                       |

|  | Cladarosymblema narienense |
|  |                            |
|  | Ectosteorhachis nitidus    |
|  |                            |
|  | Megalichthys hibberti      |
|  |                            |

|  | Beelarongia patrichae |
|  |                       |
|  | Canowindra grossi     |
|  |                       |
|  | Koharalepis jarviki   |
|  |                       |

|  | Cladarosymblema narienense |
|  |                            |
|  | Ectosteorhachis nitidus    |
|  |                            |
|  | Megalichthys hibberti      |
|  |                            |

|  | Beelarongia patrichae |
|  |                       |
|  | Canowindra grossi     |
|  |                       |
|  | Koharalepis jarviki   |
|  |                       |

|  | Cladarosymblema narienense |
|  |                            |
|  | Ectosteorhachis nitidus    |
|  |                            |
|  | Megalichthys hibberti      |
|  |                            |

|  | Beelarongia patrichae |
|  |                       |
|  | Canowindra grossi     |
|  |                       |
|  | Koharalepis jarviki   |
|  |                       |

|  | Cladarosymblema narienense |
|  |                            |
|  | Ectosteorhachis nitidus    |
|  |                            |
|  | Megalichthys hibberti      |
|  |                            |

|  | Beelarongia patrichae |
|  |                       |
|  | Canowindra grossi     |
|  |                       |
|  | Koharalepis jarviki   |
|  |                       |

|  | Cladarosymblema narienense |
|  |                            |
|  | Ectosteorhachis nitidus    |
|  |                            |
|  | Megalichthys hibberti      |
|  |                            |

|  | Beelarongia patrichae |
|  |                       |
|  | Canowindra grossi     |
|  |                       |
|  | Koharalepis jarviki   |
|  |                       |

|  | Cladarosymblema narienense |
|  |                            |
|  | Ectosteorhachis nitidus    |
|  |                            |
|  | Megalichthys hibberti      |
|  |                            |

|  | Beelarongia patrichae |
|  |                       |
|  | Canowindra grossi     |
|  |                       |
|  | Koharalepis jarviki   |
|  |                       |

|  | Cladarosymblema narienense |
|  |                            |
|  | Ectosteorhachis nitidus    |
|  |                            |
|  | Megalichthys hibberti      |
|  |                            |

|  | Beelarongia patrichae |
|  |                       |
|  | Canowindra grossi     |
|  |                       |
|  | Koharalepis jarviki   |
|  |                       |

|  | Cladarosymblema narienense |
|  |                            |
|  | Ectosteorhachis nitidus    |
|  |                            |
|  | Megalichthys hibberti      |
|  |                            |

|  | Beelarongia patrichae |
|  |                       |
|  | Canowindra grossi     |
|  |                       |
|  | Koharalepis jarviki   |
|  |                       |

|  | Cladarosymblema narienense |
|  |                            |
|  | Ectosteorhachis nitidus    |
|  |                            |
|  | Megalichthys hibberti      |
|  |                            |

|  | Beelarongia patrichae |
|  |                       |
|  | Canowindra grossi     |
|  |                       |
|  | Koharalepis jarviki   |
|  |                       |

|  | Cladarosymblema narienense |
|  |                            |
|  | Ectosteorhachis nitidus    |
|  |                            |
|  | Megalichthys hibberti      |
|  |                            |

|  | Beelarongia patrichae |
|  |                       |
|  | Canowindra grossi     |
|  |                       |
|  | Koharalepis jarviki   |
|  |                       |

|  | Cladarosymblema narienense |
|  |                            |
|  | Ectosteorhachis nitidus    |
|  |                            |
|  | Megalichthys hibberti      |
|  |                            |

|  | Beelarongia patrichae |
|  |                       |
|  | Canowindra grossi     |
|  |                       |
|  | Koharalepis jarviki   |
|  |                       |

|  | Cladarosymblema narienense |
|  |                            |
|  | Ectosteorhachis nitidus    |
|  |                            |
|  | Megalichthys hibberti      |
|  |                            |

|  | Beelarongia patrichae |
|  |                       |
|  | Canowindra grossi     |
|  |                       |
|  | Koharalepis jarviki   |
|  |                       |

|  | Cladarosymblema narienense |
|  |                            |
|  | Ectosteorhachis nitidus    |
|  |                            |
|  | Megalichthys hibberti      |
|  |                            |

|  | Beelarongia patrichae |
|  |                       |
|  | Canowindra grossi     |
|  |                       |
|  | Koharalepis jarviki   |
|  |                       |

|  | Cladarosymblema narienense |
|  |                            |
|  | Ectosteorhachis nitidus    |
|  |                            |
|  | Megalichthys hibberti      |
|  |                            |

|  | Beelarongia patrichae |
|  |                       |
|  | Canowindra grossi     |
|  |                       |
|  | Koharalepis jarviki   |
|  |                       |

|  | Cladarosymblema narienense |
|  |                            |
|  | Ectosteorhachis nitidus    |
|  |                            |
|  | Megalichthys hibberti      |
|  |                            |

|  | Beelarongia patrichae |
|  |                       |
|  | Canowindra grossi     |
|  |                       |
|  | Koharalepis jarviki   |
|  |                       |

|  | Cladarosymblema narienense |
|  |                            |
|  | Ectosteorhachis nitidus    |
|  |                            |
|  | Megalichthys hibberti      |
|  |                            |

|  | Beelarongia patrichae |
|  |                       |
|  | Canowindra grossi     |
|  |                       |
|  | Koharalepis jarviki   |
|  |                       |

|  | Cladarosymblema narienense |
|  |                            |
|  | Ectosteorhachis nitidus    |
|  |                            |
|  | Megalichthys hibberti      |
|  |                            |

|  | Beelarongia patrichae |
|  |                       |
|  | Canowindra grossi     |
|  |                       |
|  | Koharalepis jarviki   |
|  |                       |

|  | Cladarosymblema narienense |
|  |                            |
|  | Ectosteorhachis nitidus    |
|  |                            |
|  | Megalichthys hibberti      |
|  |                            |

|  | Beelarongia patrichae |
|  |                       |
|  | Canowindra grossi     |
|  |                       |
|  | Koharalepis jarviki   |
|  |                       |

|  | Cladarosymblema narienense |
|  |                            |
|  | Ectosteorhachis nitidus    |
|  |                            |
|  | Megalichthys hibberti      |
|  |                            |

|  | Beelarongia patrichae |
|  |                       |
|  | Canowindra grossi     |
|  |                       |
|  | Koharalepis jarviki   |
|  |                       |

|  | Cladarosymblema narienense |
|  |                            |
|  | Ectosteorhachis nitidus    |
|  |                            |
|  | Megalichthys hibberti      |
|  |                            |

|  | Beelarongia patrichae |
|  |                       |
|  | Canowindra grossi     |
|  |                       |
|  | Koharalepis jarviki   |
|  |                       |

|  | Cladarosymblema narienense |
|  |                            |
|  | Ectosteorhachis nitidus    |
|  |                            |
|  | Megalichthys hibberti      |
|  |                            |

|  | Beelarongia patrichae |
|  |                       |
|  | Canowindra grossi     |
|  |                       |
|  | Koharalepis jarviki   |
|  |                       |

|  | Cladarosymblema narienense |
|  |                            |
|  | Ectosteorhachis nitidus    |
|  |                            |
|  | Megalichthys hibberti      |
|  |                            |

|  | Beelarongia patrichae |
|  |                       |
|  | Canowindra grossi     |
|  |                       |
|  | Koharalepis jarviki   |
|  |                       |

|  | Cladarosymblema narienense |
|  |                            |
|  | Ectosteorhachis nitidus    |
|  |                            |
|  | Megalichthys hibberti      |
|  |                            |

|  | Beelarongia patrichae |
|  |                       |
|  | Canowindra grossi     |
|  |                       |
|  | Koharalepis jarviki   |
|  |                       |

|  | Cladarosymblema narienense |
|  |                            |
|  | Ectosteorhachis nitidus    |
|  |                            |
|  | Megalichthys hibberti      |
|  |                            |

|  | Beelarongia patrichae |
|  |                       |
|  | Canowindra grossi     |
|  |                       |
|  | Koharalepis jarviki   |
|  |                       |

|  | Cladarosymblema narienense |
|  |                            |
|  | Ectosteorhachis nitidus    |
|  |                            |
|  | Megalichthys hibberti      |
|  |                            |

|  | Beelarongia patrichae |
|  |                       |
|  | Canowindra grossi     |
|  |                       |
|  | Koharalepis jarviki   |
|  |                       |

|  | Cladarosymblema narienense |
|  |                            |
|  | Ectosteorhachis nitidus    |
|  |                            |
|  | Megalichthys hibberti      |
|  |                            |

|  | Beelarongia patrichae |
|  |                       |
|  | Canowindra grossi     |
|  |                       |
|  | Koharalepis jarviki   |
|  |                       |

|  | Cladarosymblema narienense |
|  |                            |
|  | Ectosteorhachis nitidus    |
|  |                            |
|  | Megalichthys hibberti      |
|  |                            |

|  | Beelarongia patrichae |
|  |                       |
|  | Canowindra grossi     |
|  |                       |
|  | Koharalepis jarviki   |
|  |                       |

|  | Cladarosymblema narienense |
|  |                            |
|  | Ectosteorhachis nitidus    |
|  |                            |
|  | Megalichthys hibberti      |
|  |                            |

|  | Beelarongia patrichae |
|  |                       |
|  | Canowindra grossi     |
|  |                       |
|  | Koharalepis jarviki   |
|  |                       |

|  | Cladarosymblema narienense |
|  |                            |
|  | Ectosteorhachis nitidus    |
|  |                            |
|  | Megalichthys hibberti      |
|  |                            |

|  | Beelarongia patrichae |
|  |                       |
|  | Canowindra grossi     |
|  |                       |
|  | Koharalepis jarviki   |
|  |                       |

|  | Cladarosymblema narienense |
|  |                            |
|  | Ectosteorhachis nitidus    |
|  |                            |
|  | Megalichthys hibberti      |
|  |                            |

|  | Beelarongia patrichae |
|  |                       |
|  | Canowindra grossi     |
|  |                       |
|  | Koharalepis jarviki   |
|  |                       |

|  | Cladarosymblema narienense |
|  |                            |
|  | Ectosteorhachis nitidus    |
|  |                            |
|  | Megalichthys hibberti      |
|  |                            |

|  | Beelarongia patrichae |
|  |                       |
|  | Canowindra grossi     |
|  |                       |
|  | Koharalepis jarviki   |
|  |                       |

|  | Cladarosymblema narienense |
|  |                            |
|  | Ectosteorhachis nitidus    |
|  |                            |
|  | Megalichthys hibberti      |
|  |                            |

|  | Beelarongia patrichae |
|  |                       |
|  | Canowindra grossi     |
|  |                       |
|  | Koharalepis jarviki   |
|  |                       |

|  | Cladarosymblema narienense |
|  |                            |
|  | Ectosteorhachis nitidus    |
|  |                            |
|  | Megalichthys hibberti      |
|  |                            |

|  | Beelarongia patrichae |
|  |                       |
|  | Canowindra grossi     |
|  |                       |
|  | Koharalepis jarviki   |
|  |                       |

|  | Cladarosymblema narienense |
|  |                            |
|  | Ectosteorhachis nitidus    |
|  |                            |
|  | Megalichthys hibberti      |
|  |                            |

|  | Beelarongia patrichae |
|  |                       |
|  | Canowindra grossi     |
|  |                       |
|  | Koharalepis jarviki   |
|  |                       |

|  | Cladarosymblema narienense |
|  |                            |
|  | Ectosteorhachis nitidus    |
|  |                            |
|  | Megalichthys hibberti      |
|  |                            |

|  | Beelarongia patrichae |
|  |                       |
|  | Canowindra grossi     |
|  |                       |
|  | Koharalepis jarviki   |
|  |                       |

|  | Cladarosymblema narienense |
|  |                            |
|  | Ectosteorhachis nitidus    |
|  |                            |
|  | Megalichthys hibberti      |
|  |                            |

|  | Beelarongia patrichae |
|  |                       |
|  | Canowindra grossi     |
|  |                       |
|  | Koharalepis jarviki   |
|  |                       |

|  | Cladarosymblema narienense |
|  |                            |
|  | Ectosteorhachis nitidus    |
|  |                            |
|  | Megalichthys hibberti      |
|  |                            |

|  | Beelarongia patrichae |
|  |                       |
|  | Canowindra grossi     |
|  |                       |
|  | Koharalepis jarviki   |
|  |                       |

|  | Cladarosymblema narienense |
|  |                            |
|  | Ectosteorhachis nitidus    |
|  |                            |
|  | Megalichthys hibberti      |
|  |                            |

|  | Beelarongia patrichae |
|  |                       |
|  | Canowindra grossi     |
|  |                       |
|  | Koharalepis jarviki   |
|  |                       |

|  | Cladarosymblema narienense |
|  |                            |
|  | Ectosteorhachis nitidus    |
|  |                            |
|  | Megalichthys hibberti      |
|  |                            |

|  | Beelarongia patrichae |
|  |                       |
|  | Canowindra grossi     |
|  |                       |
|  | Koharalepis jarviki   |
|  |                       |

|  | Cladarosymblema narienense |
|  |                            |
|  | Ectosteorhachis nitidus    |
|  |                            |
|  | Megalichthys hibberti      |
|  |                            |

|  | Beelarongia patrichae |
|  |                       |
|  | Canowindra grossi     |
|  |                       |
|  | Koharalepis jarviki   |
|  |                       |

|  | Cladarosymblema narienense |
|  |                            |
|  | Ectosteorhachis nitidus    |
|  |                            |
|  | Megalichthys hibberti      |
|  |                            |

|  | Beelarongia patrichae |
|  |                       |
|  | Canowindra grossi     |
|  |                       |
|  | Koharalepis jarviki   |
|  |                       |

|  | Cladarosymblema narienense |
|  |                            |
|  | Ectosteorhachis nitidus    |
|  |                            |
|  | Megalichthys hibberti      |
|  |                            |

|  | Beelarongia patrichae |
|  |                       |
|  | Canowindra grossi     |
|  |                       |
|  | Koharalepis jarviki   |
|  |                       |

|  | Cladarosymblema narienense |
|  |                            |
|  | Ectosteorhachis nitidus    |
|  |                            |
|  | Megalichthys hibberti      |
|  |                            |

|  | Beelarongia patrichae |
|  |                       |
|  | Canowindra grossi     |
|  |                       |
|  | Koharalepis jarviki   |
|  |                       |

|  | Cladarosymblema narienense |
|  |                            |
|  | Ectosteorhachis nitidus    |
|  |                            |
|  | Megalichthys hibberti      |
|  |                            |

|  | Beelarongia patrichae |
|  |                       |
|  | Canowindra grossi     |
|  |                       |
|  | Koharalepis jarviki   |
|  |                       |

|  | Cladarosymblema narienense |
|  |                            |
|  | Ectosteorhachis nitidus    |
|  |                            |
|  | Megalichthys hibberti      |
|  |                            |

|  | Beelarongia patrichae |
|  |                       |
|  | Canowindra grossi     |
|  |                       |
|  | Koharalepis jarviki   |
|  |                       |

|  | Cladarosymblema narienense |
|  |                            |
|  | Ectosteorhachis nitidus    |
|  |                            |
|  | Megalichthys hibberti      |
|  |                            |

|  | Beelarongia patrichae |
|  |                       |
|  | Canowindra grossi     |
|  |                       |
|  | Koharalepis jarviki   |
|  |                       |

|  | Cladarosymblema narienense |
|  |                            |
|  | Ectosteorhachis nitidus    |
|  |                            |
|  | Megalichthys hibberti      |
|  |                            |

|  | Beelarongia patrichae |
|  |                       |
|  | Canowindra grossi     |
|  |                       |
|  | Koharalepis jarviki   |
|  |                       |

|  | Cladarosymblema narienense |
|  |                            |
|  | Ectosteorhachis nitidus    |
|  |                            |
|  | Megalichthys hibberti      |
|  |                            |

|  | Beelarongia patrichae |
|  |                       |
|  | Canowindra grossi     |
|  |                       |
|  | Koharalepis jarviki   |
|  |                       |

|  | Cladarosymblema narienense |
|  |                            |
|  | Ectosteorhachis nitidus    |
|  |                            |
|  | Megalichthys hibberti      |
|  |                            |

|  | Beelarongia patrichae |
|  |                       |
|  | Canowindra grossi     |
|  |                       |
|  | Koharalepis jarviki   |
|  |                       |

|  | Cladarosymblema narienense |
|  |                            |
|  | Ectosteorhachis nitidus    |
|  |                            |
|  | Megalichthys hibberti      |
|  |                            |

|  | Beelarongia patrichae |
|  |                       |
|  | Canowindra grossi     |
|  |                       |
|  | Koharalepis jarviki   |
|  |                       |

|  | Cladarosymblema narienense |
|  |                            |
|  | Ectosteorhachis nitidus    |
|  |                            |
|  | Megalichthys hibberti      |
|  |                            |

|  | Beelarongia patrichae |
|  |                       |
|  | Canowindra grossi     |
|  |                       |
|  | Koharalepis jarviki   |
|  |                       |

|  | Cladarosymblema narienense |
|  |                            |
|  | Ectosteorhachis nitidus    |
|  |                            |
|  | Megalichthys hibberti      |
|  |                            |

|  | Beelarongia patrichae |
|  |                       |
|  | Canowindra grossi     |
|  |                       |
|  | Koharalepis jarviki   |
|  |                       |

|  | Cladarosymblema narienense |
|  |                            |
|  | Ectosteorhachis nitidus    |
|  |                            |
|  | Megalichthys hibberti      |
|  |                            |

|  | Beelarongia patrichae |
|  |                       |
|  | Canowindra grossi     |
|  |                       |
|  | Koharalepis jarviki   |
|  |                       |

|  | Cladarosymblema narienense |
|  |                            |
|  | Ectosteorhachis nitidus    |
|  |                            |
|  | Megalichthys hibberti      |
|  |                            |

|  | Beelarongia patrichae |
|  |                       |
|  | Canowindra grossi     |
|  |                       |
|  | Koharalepis jarviki   |
|  |                       |

|  | Cladarosymblema narienense |
|  |                            |
|  | Ectosteorhachis nitidus    |
|  |                            |
|  | Megalichthys hibberti      |
|  |                            |

|  | Beelarongia patrichae |
|  |                       |
|  | Canowindra grossi     |
|  |                       |
|  | Koharalepis jarviki   |
|  |                       |

|  | Cladarosymblema narienense |
|  |                            |
|  | Ectosteorhachis nitidus    |
|  |                            |
|  | Megalichthys hibberti      |
|  |                            |

|  | Beelarongia patrichae |
|  |                       |
|  | Canowindra grossi     |
|  |                       |
|  | Koharalepis jarviki   |
|  |                       |

|  | Cladarosymblema narienense |
|  |                            |
|  | Ectosteorhachis nitidus    |
|  |                            |
|  | Megalichthys hibberti      |
|  |                            |

|  | Beelarongia patrichae |
|  |                       |
|  | Canowindra grossi     |
|  |                       |
|  | Koharalepis jarviki   |
|  |                       |

|  | Cladarosymblema narienense |
|  |                            |
|  | Ectosteorhachis nitidus    |
|  |                            |
|  | Megalichthys hibberti      |
|  |                            |

|  | Beelarongia patrichae |
|  |                       |
|  | Canowindra grossi     |
|  |                       |
|  | Koharalepis jarviki   |
|  |                       |

|  | Cladarosymblema narienense |
|  |                            |
|  | Ectosteorhachis nitidus    |
|  |                            |
|  | Megalichthys hibberti      |
|  |                            |

|  | Beelarongia patrichae |
|  |                       |
|  | Canowindra grossi     |
|  |                       |
|  | Koharalepis jarviki   |
|  |                       |

|  | Cladarosymblema narienense |
|  |                            |
|  | Ectosteorhachis nitidus    |
|  |                            |
|  | Megalichthys hibberti      |
|  |                            |

|  | Beelarongia patrichae |
|  |                       |
|  | Canowindra grossi     |
|  |                       |
|  | Koharalepis jarviki   |
|  |                       |

|  | Cladarosymblema narienense |
|  |                            |
|  | Ectosteorhachis nitidus    |
|  |                            |
|  | Megalichthys hibberti      |
|  |                            |

|  | Beelarongia patrichae |
|  |                       |
|  | Canowindra grossi     |
|  |                       |
|  | Koharalepis jarviki   |
|  |                       |

|  | Cladarosymblema narienense |
|  |                            |
|  | Ectosteorhachis nitidus    |
|  |                            |
|  | Megalichthys hibberti      |
|  |                            |

|  | Beelarongia patrichae |
|  |                       |
|  | Canowindra grossi     |
|  |                       |
|  | Koharalepis jarviki   |
|  |                       |

|  | Cladarosymblema narienense |
|  |                            |
|  | Ectosteorhachis nitidus    |
|  |                            |
|  | Megalichthys hibberti      |
|  |                            |

|  | Beelarongia patrichae |
|  |                       |
|  | Canowindra grossi     |
|  |                       |
|  | Koharalepis jarviki   |
|  |                       |

|  | Cladarosymblema narienense |
|  |                            |
|  | Ectosteorhachis nitidus    |
|  |                            |
|  | Megalichthys hibberti      |
|  |                            |

|  | Beelarongia patrichae |
|  |                       |
|  | Canowindra grossi     |
|  |                       |
|  | Koharalepis jarviki   |
|  |                       |

|  | Cladarosymblema narienense |
|  |                            |
|  | Ectosteorhachis nitidus    |
|  |                            |
|  | Megalichthys hibberti      |
|  |                            |

|  | Beelarongia patrichae |
|  |                       |
|  | Canowindra grossi     |
|  |                       |
|  | Koharalepis jarviki   |
|  |                       |

|  | Cladarosymblema narienense |
|  |                            |
|  | Ectosteorhachis nitidus    |
|  |                            |
|  | Megalichthys hibberti      |
|  |                            |

|  | Beelarongia patrichae |
|  |                       |
|  | Canowindra grossi     |
|  |                       |
|  | Koharalepis jarviki   |
|  |                       |

|  | Cladarosymblema narienense |
|  |                            |
|  | Ectosteorhachis nitidus    |
|  |                            |
|  | Megalichthys hibberti      |
|  |                            |

|  | Beelarongia patrichae |
|  |                       |
|  | Canowindra grossi     |
|  |                       |
|  | Koharalepis jarviki   |
|  |                       |

|  | Cladarosymblema narienense |
|  |                            |
|  | Ectosteorhachis nitidus    |
|  |                            |
|  | Megalichthys hibberti      |
|  |                            |

|  | Beelarongia patrichae |
|  |                       |
|  | Canowindra grossi     |
|  |                       |
|  | Koharalepis jarviki   |
|  |                       |

|  | Cladarosymblema narienense |
|  |                            |
|  | Ectosteorhachis nitidus    |
|  |                            |
|  | Megalichthys hibberti      |
|  |                            |

|  | Beelarongia patrichae |
|  |                       |
|  | Canowindra grossi     |
|  |                       |
|  | Koharalepis jarviki   |
|  |                       |

|  | Cladarosymblema narienense |
|  |                            |
|  | Ectosteorhachis nitidus    |
|  |                            |
|  | Megalichthys hibberti      |
|  |                            |

|  | Beelarongia patrichae |
|  |                       |
|  | Canowindra grossi     |
|  |                       |
|  | Koharalepis jarviki   |
|  |                       |

|  | Cladarosymblema narienense |
|  |                            |
|  | Ectosteorhachis nitidus    |
|  |                            |
|  | Megalichthys hibberti      |
|  |                            |

|  | Beelarongia patrichae |
|  |                       |
|  | Canowindra grossi     |
|  |                       |
|  | Koharalepis jarviki   |
|  |                       |

|  | Cladarosymblema narienense |
|  |                            |
|  | Ectosteorhachis nitidus    |
|  |                            |
|  | Megalichthys hibberti      |
|  |                            |

|  | Beelarongia patrichae |
|  |                       |
|  | Canowindra grossi     |
|  |                       |
|  | Koharalepis jarviki   |
|  |                       |

|  | Cladarosymblema narienense |
|  |                            |
|  | Ectosteorhachis nitidus    |
|  |                            |
|  | Megalichthys hibberti      |
|  |                            |

|  | Beelarongia patrichae |
|  |                       |
|  | Canowindra grossi     |
|  |                       |
|  | Koharalepis jarviki   |
|  |                       |

|  | Cladarosymblema narienense |
|  |                            |
|  | Ectosteorhachis nitidus    |
|  |                            |
|  | Megalichthys hibberti      |
|  |                            |

|  | Beelarongia patrichae |
|  |                       |
|  | Canowindra grossi     |
|  |                       |
|  | Koharalepis jarviki   |
|  |                       |

|  | Cladarosymblema narienense |
|  |                            |
|  | Ectosteorhachis nitidus    |
|  |                            |
|  | Megalichthys hibberti      |
|  |                            |

|  | Beelarongia patrichae |
|  |                       |
|  | Canowindra grossi     |
|  |                       |
|  | Koharalepis jarviki   |
|  |                       |

|  | Cladarosymblema narienense |
|  |                            |
|  | Ectosteorhachis nitidus    |
|  |                            |
|  | Megalichthys hibberti      |
|  |                            |

|  | Beelarongia patrichae |
|  |                       |
|  | Canowindra grossi     |
|  |                       |
|  | Koharalepis jarviki   |
|  |                       |

|  | Cladarosymblema narienense |
|  |                            |
|  | Ectosteorhachis nitidus    |
|  |                            |
|  | Megalichthys hibberti      |
|  |                            |

|  | Beelarongia patrichae |
|  |                       |
|  | Canowindra grossi     |
|  |                       |
|  | Koharalepis jarviki   |
|  |                       |

|  | Cladarosymblema narienense |
|  |                            |
|  | Ectosteorhachis nitidus    |
|  |                            |
|  | Megalichthys hibberti      |
|  |                            |

|  | Beelarongia patrichae |
|  |                       |
|  | Canowindra grossi     |
|  |                       |
|  | Koharalepis jarviki   |
|  |                       |

|  | Cladarosymblema narienense |
|  |                            |
|  | Ectosteorhachis nitidus    |
|  |                            |
|  | Megalichthys hibberti      |
|  |                            |

|  | Beelarongia patrichae |
|  |                       |
|  | Canowindra grossi     |
|  |                       |
|  | Koharalepis jarviki   |
|  |                       |

|  | Cladarosymblema narienense |
|  |                            |
|  | Ectosteorhachis nitidus    |
|  |                            |
|  | Megalichthys hibberti      |
|  |                            |

|  | Beelarongia patrichae |
|  |                       |
|  | Canowindra grossi     |
|  |                       |
|  | Koharalepis jarviki   |
|  |                       |

|  | Cladarosymblema narienense |
|  |                            |
|  | Ectosteorhachis nitidus    |
|  |                            |
|  | Megalichthys hibberti      |
|  |                            |

|  | Beelarongia patrichae |
|  |                       |
|  | Canowindra grossi     |
|  |                       |
|  | Koharalepis jarviki   |
|  |                       |

|  | Cladarosymblema narienense |
|  |                            |
|  | Ectosteorhachis nitidus    |
|  |                            |
|  | Megalichthys hibberti      |
|  |                            |

|  | Beelarongia patrichae |
|  |                       |
|  | Canowindra grossi     |
|  |                       |
|  | Koharalepis jarviki   |
|  |                       |

|  | Cladarosymblema narienense |
|  |                            |
|  | Ectosteorhachis nitidus    |
|  |                            |
|  | Megalichthys hibberti      |
|  |                            |

|  | Beelarongia patrichae |
|  |                       |
|  | Canowindra grossi     |
|  |                       |
|  | Koharalepis jarviki   |
|  |                       |

|  | Cladarosymblema narienense |
|  |                            |
|  | Ectosteorhachis nitidus    |
|  |                            |
|  | Megalichthys hibberti      |
|  |                            |

|  | Beelarongia patrichae |
|  |                       |
|  | Canowindra grossi     |
|  |                       |
|  | Koharalepis jarviki   |
|  |                       |

|  | Cladarosymblema narienense |
|  |                            |
|  | Ectosteorhachis nitidus    |
|  |                            |
|  | Megalichthys hibberti      |
|  |                            |

|  | Beelarongia patrichae |
|  |                       |
|  | Canowindra grossi     |
|  |                       |
|  | Koharalepis jarviki   |
|  |                       |

|  | Cladarosymblema narienense |
|  |                            |
|  | Ectosteorhachis nitidus    |
|  |                            |
|  | Megalichthys hibberti      |
|  |                            |

|  | Beelarongia patrichae |
|  |                       |
|  | Canowindra grossi     |
|  |                       |
|  | Koharalepis jarviki   |
|  |                       |

|  | Cladarosymblema narienense |
|  |                            |
|  | Ectosteorhachis nitidus    |
|  |                            |
|  | Megalichthys hibberti      |
|  |                            |

|  | Beelarongia patrichae |
|  |                       |
|  | Canowindra grossi     |
|  |                       |
|  | Koharalepis jarviki   |
|  |                       |

|  | Cladarosymblema narienense |
|  |                            |
|  | Ectosteorhachis nitidus    |
|  |                            |
|  | Megalichthys hibberti      |
|  |                            |

|  | Beelarongia patrichae |
|  |                       |
|  | Canowindra grossi     |
|  |                       |
|  | Koharalepis jarviki   |
|  |                       |

|  | Cladarosymblema narienense |
|  |                            |
|  | Ectosteorhachis nitidus    |
|  |                            |
|  | Megalichthys hibberti      |
|  |                            |

|  | Beelarongia patrichae |
|  |                       |
|  | Canowindra grossi     |
|  |                       |
|  | Koharalepis jarviki   |
|  |                       |

|  | Cladarosymblema narienense |
|  |                            |
|  | Ectosteorhachis nitidus    |
|  |                            |
|  | Megalichthys hibberti      |
|  |                            |

|  | Beelarongia patrichae |
|  |                       |
|  | Canowindra grossi     |
|  |                       |
|  | Koharalepis jarviki   |
|  |                       |

|  | Cladarosymblema narienense |
|  |                            |
|  | Ectosteorhachis nitidus    |
|  |                            |
|  | Megalichthys hibberti      |
|  |                            |

|  | Beelarongia patrichae |
|  |                       |
|  | Canowindra grossi     |
|  |                       |
|  | Koharalepis jarviki   |
|  |                       |

|  | Cladarosymblema narienense |
|  |                            |
|  | Ectosteorhachis nitidus    |
|  |                            |
|  | Megalichthys hibberti      |
|  |                            |

|  | Beelarongia patrichae |
|  |                       |
|  | Canowindra grossi     |
|  |                       |
|  | Koharalepis jarviki   |
|  |                       |

|  | Cladarosymblema narienense |
|  |                            |
|  | Ectosteorhachis nitidus    |
|  |                            |
|  | Megalichthys hibberti      |
|  |                            |

|  | Beelarongia patrichae |
|  |                       |
|  | Canowindra grossi     |
|  |                       |
|  | Koharalepis jarviki   |
|  |                       |

|  | Cladarosymblema narienense |
|  |                            |
|  | Ectosteorhachis nitidus    |
|  |                            |
|  | Megalichthys hibberti      |
|  |                            |

|  | Beelarongia patrichae |
|  |                       |
|  | Canowindra grossi     |
|  |                       |
|  | Koharalepis jarviki   |
|  |                       |

|  | Cladarosymblema narienense |
|  |                            |
|  | Ectosteorhachis nitidus    |
|  |                            |
|  | Megalichthys hibberti      |
|  |                            |

|  | Beelarongia patrichae |
|  |                       |
|  | Canowindra grossi     |
|  |                       |
|  | Koharalepis jarviki   |
|  |                       |

|  | Cladarosymblema narienense |
|  |                            |
|  | Ectosteorhachis nitidus    |
|  |                            |
|  | Megalichthys hibberti      |
|  |                            |

|  | Beelarongia patrichae |
|  |                       |
|  | Canowindra grossi     |
|  |                       |
|  | Koharalepis jarviki   |
|  |                       |

|  | Cladarosymblema narienense |
|  |                            |
|  | Ectosteorhachis nitidus    |
|  |                            |
|  | Megalichthys hibberti      |
|  |                            |

|  | Beelarongia patrichae |
|  |                       |
|  | Canowindra grossi     |
|  |                       |
|  | Koharalepis jarviki   |
|  |                       |

|  | Cladarosymblema narienense |
|  |                            |
|  | Ectosteorhachis nitidus    |
|  |                            |
|  | Megalichthys hibberti      |
|  |                            |

|  | Beelarongia patrichae |
|  |                       |
|  | Canowindra grossi     |
|  |                       |
|  | Koharalepis jarviki   |
|  |                       |

|  | Cladarosymblema narienense |
|  |                            |
|  | Ectosteorhachis nitidus    |
|  |                            |
|  | Megalichthys hibberti      |
|  |                            |

|  | Beelarongia patrichae |
|  |                       |
|  | Canowindra grossi     |
|  |                       |
|  | Koharalepis jarviki   |
|  |                       |

|  | Cladarosymblema narienense |
|  |                            |
|  | Ectosteorhachis nitidus    |
|  |                            |
|  | Megalichthys hibberti      |
|  |                            |

|  | Beelarongia patrichae |
|  |                       |
|  | Canowindra grossi     |
|  |                       |
|  | Koharalepis jarviki   |
|  |                       |

|  | Cladarosymblema narienense |
|  |                            |
|  | Ectosteorhachis nitidus    |
|  |                            |
|  | Megalichthys hibberti      |
|  |                            |

|  | Beelarongia patrichae |
|  |                       |
|  | Canowindra grossi     |
|  |                       |
|  | Koharalepis jarviki   |
|  |                       |

|  | Cladarosymblema narienense |
|  |                            |
|  | Ectosteorhachis nitidus    |
|  |                            |
|  | Megalichthys hibberti      |
|  |                            |

|  | Beelarongia patrichae |
|  |                       |
|  | Canowindra grossi     |
|  |                       |
|  | Koharalepis jarviki   |
|  |                       |

|  | Cladarosymblema narienense |
|  |                            |
|  | Ectosteorhachis nitidus    |
|  |                            |
|  | Megalichthys hibberti      |
|  |                            |

|  | Beelarongia patrichae |
|  |                       |
|  | Canowindra grossi     |
|  |                       |
|  | Koharalepis jarviki   |
|  |                       |

|  | Cladarosymblema narienense |
|  |                            |
|  | Ectosteorhachis nitidus    |
|  |                            |
|  | Megalichthys hibberti      |
|  |                            |

|  | Beelarongia patrichae |
|  |                       |
|  | Canowindra grossi     |
|  |                       |
|  | Koharalepis jarviki   |
|  |                       |

|  | Cladarosymblema narienense |
|  |                            |
|  | Ectosteorhachis nitidus    |
|  |                            |
|  | Megalichthys hibberti      |
|  |                            |

|  | Beelarongia patrichae |
|  |                       |
|  | Canowindra grossi     |
|  |                       |
|  | Koharalepis jarviki   |
|  |                       |

|  | Cladarosymblema narienense |
|  |                            |
|  | Ectosteorhachis nitidus    |
|  |                            |
|  | Megalichthys hibberti      |
|  |                            |

|  | Beelarongia patrichae |
|  |                       |
|  | Canowindra grossi     |
|  |                       |
|  | Koharalepis jarviki   |
|  |                       |

|  | Cladarosymblema narienense |
|  |                            |
|  | Ectosteorhachis nitidus    |
|  |                            |
|  | Megalichthys hibberti      |
|  |                            |

|  | Beelarongia patrichae |
|  |                       |
|  | Canowindra grossi     |
|  |                       |
|  | Koharalepis jarviki   |
|  |                       |

|  | Cladarosymblema narienense |
|  |                            |
|  | Ectosteorhachis nitidus    |
|  |                            |
|  | Megalichthys hibberti      |
|  |                            |

|  | Beelarongia patrichae |
|  |                       |
|  | Canowindra grossi     |
|  |                       |
|  | Koharalepis jarviki   |
|  |                       |

|  | Cladarosymblema narienense |
|  |                            |
|  | Ectosteorhachis nitidus    |
|  |                            |
|  | Megalichthys hibberti      |
|  |                            |

|  | Beelarongia patrichae |
|  |                       |
|  | Canowindra grossi     |
|  |                       |
|  | Koharalepis jarviki   |
|  |                       |

|  | Cladarosymblema narienense |
|  |                            |
|  | Ectosteorhachis nitidus    |
|  |                            |
|  | Megalichthys hibberti      |
|  |                            |

|  | Beelarongia patrichae |
|  |                       |
|  | Canowindra grossi     |
|  |                       |
|  | Koharalepis jarviki   |
|  |                       |

|  | Cladarosymblema narienense |
|  |                            |
|  | Ectosteorhachis nitidus    |
|  |                            |
|  | Megalichthys hibberti      |
|  |                            |

|  | Beelarongia patrichae |
|  |                       |
|  | Canowindra grossi     |
|  |                       |
|  | Koharalepis jarviki   |
|  |                       |

|  | Cladarosymblema narienense |
|  |                            |
|  | Ectosteorhachis nitidus    |
|  |                            |
|  | Megalichthys hibberti      |
|  |                            |

|  | Beelarongia patrichae |
|  |                       |
|  | Canowindra grossi     |
|  |                       |
|  | Koharalepis jarviki   |
|  |                       |

|  | Cladarosymblema narienense |
|  |                            |
|  | Ectosteorhachis nitidus    |
|  |                            |
|  | Megalichthys hibberti      |
|  |                            |

|  | Beelarongia patrichae |
|  |                       |
|  | Canowindra grossi     |
|  |                       |
|  | Koharalepis jarviki   |
|  |                       |

|  | Cladarosymblema narienense |
|  |                            |
|  | Ectosteorhachis nitidus    |
|  |                            |
|  | Megalichthys hibberti      |
|  |                            |

|  | Beelarongia patrichae |
|  |                       |
|  | Canowindra grossi     |
|  |                       |
|  | Koharalepis jarviki   |
|  |                       |

|  | Cladarosymblema narienense |
|  |                            |
|  | Ectosteorhachis nitidus    |
|  |                            |
|  | Megalichthys hibberti      |
|  |                            |

|  | Beelarongia patrichae |
|  |                       |
|  | Canowindra grossi     |
|  |                       |
|  | Koharalepis jarviki   |
|  |                       |

|  | Cladarosymblema narienense |
|  |                            |
|  | Ectosteorhachis nitidus    |
|  |                            |
|  | Megalichthys hibberti      |
|  |                            |

|  | Beelarongia patrichae |
|  |                       |
|  | Canowindra grossi     |
|  |                       |
|  | Koharalepis jarviki   |
|  |                       |

|  | Cladarosymblema narienense |
|  |                            |
|  | Ectosteorhachis nitidus    |
|  |                            |
|  | Megalichthys hibberti      |
|  |                            |

|  | Beelarongia patrichae |
|  |                       |
|  | Canowindra grossi     |
|  |                       |
|  | Koharalepis jarviki   |
|  |                       |

|  | Cladarosymblema narienense |
|  |                            |
|  | Ectosteorhachis nitidus    |
|  |                            |
|  | Megalichthys hibberti      |
|  |                            |

|  | Beelarongia patrichae |
|  |                       |
|  | Canowindra grossi     |
|  |                       |
|  | Koharalepis jarviki   |
|  |                       |

|  | Cladarosymblema narienense |
|  |                            |
|  | Ectosteorhachis nitidus    |
|  |                            |
|  | Megalichthys hibberti      |
|  |                            |

|  | Beelarongia patrichae |
|  |                       |
|  | Canowindra grossi     |
|  |                       |
|  | Koharalepis jarviki   |
|  |                       |

|  | Cladarosymblema narienense |
|  |                            |
|  | Ectosteorhachis nitidus    |
|  |                            |
|  | Megalichthys hibberti      |
|  |                            |

|  | Beelarongia patrichae |
|  |                       |
|  | Canowindra grossi     |
|  |                       |
|  | Koharalepis jarviki   |
|  |                       |

|  | Cladarosymblema narienense |
|  |                            |
|  | Ectosteorhachis nitidus    |
|  |                            |
|  | Megalichthys hibberti      |
|  |                            |

|  | Beelarongia patrichae |
|  |                       |
|  | Canowindra grossi     |
|  |                       |
|  | Koharalepis jarviki   |
|  |                       |

|  | Cladarosymblema narienense |
|  |                            |
|  | Ectosteorhachis nitidus    |
|  |                            |
|  | Megalichthys hibberti      |
|  |                            |

|  | Beelarongia patrichae |
|  |                       |
|  | Canowindra grossi     |
|  |                       |
|  | Koharalepis jarviki   |
|  |                       |

|  | Cladarosymblema narienense |
|  |                            |
|  | Ectosteorhachis nitidus    |
|  |                            |
|  | Megalichthys hibberti      |
|  |                            |

|  | Beelarongia patrichae |
|  |                       |
|  | Canowindra grossi     |
|  |                       |
|  | Koharalepis jarviki   |
|  |                       |

|  | Cladarosymblema narienense |
|  |                            |
|  | Ectosteorhachis nitidus    |
|  |                            |
|  | Megalichthys hibberti      |
|  |                            |

|  | Beelarongia patrichae |
|  |                       |
|  | Canowindra grossi     |
|  |                       |
|  | Koharalepis jarviki   |
|  |                       |

|  | Cladarosymblema narienense |
|  |                            |
|  | Ectosteorhachis nitidus    |
|  |                            |
|  | Megalichthys hibberti      |
|  |                            |

|  | Beelarongia patrichae |
|  |                       |
|  | Canowindra grossi     |
|  |                       |
|  | Koharalepis jarviki   |
|  |                       |

|  | Cladarosymblema narienense |
|  |                            |
|  | Ectosteorhachis nitidus    |
|  |                            |
|  | Megalichthys hibberti      |
|  |                            |

|  | Beelarongia patrichae |
|  |                       |
|  | Canowindra grossi     |
|  |                       |
|  | Koharalepis jarviki   |
|  |                       |

|  | Cladarosymblema narienense |
|  |                            |
|  | Ectosteorhachis nitidus    |
|  |                            |
|  | Megalichthys hibberti      |
|  |                            |

|  | Beelarongia patrichae |
|  |                       |
|  | Canowindra grossi     |
|  |                       |
|  | Koharalepis jarviki   |
|  |                       |

|  | Cladarosymblema narienense |
|  |                            |
|  | Ectosteorhachis nitidus    |
|  |                            |
|  | Megalichthys hibberti      |
|  |                            |

|  | Beelarongia patrichae |
|  |                       |
|  | Canowindra grossi     |
|  |                       |
|  | Koharalepis jarviki   |
|  |                       |

|  | Cladarosymblema narienense |
|  |                            |
|  | Ectosteorhachis nitidus    |
|  |                            |
|  | Megalichthys hibberti      |
|  |                            |

|  | Beelarongia patrichae |
|  |                       |
|  | Canowindra grossi     |
|  |                       |
|  | Koharalepis jarviki   |
|  |                       |

|  | Cladarosymblema narienense |
|  |                            |
|  | Ectosteorhachis nitidus    |
|  |                            |
|  | Megalichthys hibberti      |
|  |                            |

|  | Beelarongia patrichae |
|  |                       |
|  | Canowindra grossi     |
|  |                       |
|  | Koharalepis jarviki   |
|  |                       |

|  | Cladarosymblema narienense |
|  |                            |
|  | Ectosteorhachis nitidus    |
|  |                            |
|  | Megalichthys hibberti      |
|  |                            |

|  | Beelarongia patrichae |
|  |                       |
|  | Canowindra grossi     |
|  |                       |
|  | Koharalepis jarviki   |
|  |                       |

|  | Cladarosymblema narienense |
|  |                            |
|  | Ectosteorhachis nitidus    |
|  |                            |
|  | Megalichthys hibberti      |
|  |                            |

|  | Beelarongia patrichae |
|  |                       |
|  | Canowindra grossi     |
|  |                       |
|  | Koharalepis jarviki   |
|  |                       |

|  | Cladarosymblema narienense |
|  |                            |
|  | Ectosteorhachis nitidus    |
|  |                            |
|  | Megalichthys hibberti      |
|  |                            |

|  | Beelarongia patrichae |
|  |                       |
|  | Canowindra grossi     |
|  |                       |
|  | Koharalepis jarviki   |
|  |                       |

|  | Cladarosymblema narienense |
|  |                            |
|  | Ectosteorhachis nitidus    |
|  |                            |
|  | Megalichthys hibberti      |
|  |                            |

|  | Beelarongia patrichae |
|  |                       |
|  | Canowindra grossi     |
|  |                       |
|  | Koharalepis jarviki   |
|  |                       |

|  | Cladarosymblema narienense |
|  |                            |
|  | Ectosteorhachis nitidus    |
|  |                            |
|  | Megalichthys hibberti      |
|  |                            |

|  | Beelarongia patrichae |
|  |                       |
|  | Canowindra grossi     |
|  |                       |
|  | Koharalepis jarviki   |
|  |                       |

|  | Cladarosymblema narienense |
|  |                            |
|  | Ectosteorhachis nitidus    |
|  |                            |
|  | Megalichthys hibberti      |
|  |                            |

|  | Beelarongia patrichae |
|  |                       |
|  | Canowindra grossi     |
|  |                       |
|  | Koharalepis jarviki   |
|  |                       |

|  | Cladarosymblema narienense |
|  |                            |
|  | Ectosteorhachis nitidus    |
|  |                            |
|  | Megalichthys hibberti      |
|  |                            |

|  | Beelarongia patrichae |
|  |                       |
|  | Canowindra grossi     |
|  |                       |
|  | Koharalepis jarviki   |
|  |                       |

|  | Cladarosymblema narienense |
|  |                            |
|  | Ectosteorhachis nitidus    |
|  |                            |
|  | Megalichthys hibberti      |
|  |                            |

|  | Beelarongia patrichae |
|  |                       |
|  | Canowindra grossi     |
|  |                       |
|  | Koharalepis jarviki   |
|  |                       |

|  | Cladarosymblema narienense |
|  |                            |
|  | Ectosteorhachis nitidus    |
|  |                            |
|  | Megalichthys hibberti      |
|  |                            |

|  | Beelarongia patrichae |
|  |                       |
|  | Canowindra grossi     |
|  |                       |
|  | Koharalepis jarviki   |
|  |                       |

|  | Cladarosymblema narienense |
|  |                            |
|  | Ectosteorhachis nitidus    |
|  |                            |
|  | Megalichthys hibberti      |
|  |                            |

|  | Beelarongia patrichae |
|  |                       |
|  | Canowindra grossi     |
|  |                       |
|  | Koharalepis jarviki   |
|  |                       |

|  | Cladarosymblema narienense |
|  |                            |
|  | Ectosteorhachis nitidus    |
|  |                            |
|  | Megalichthys hibberti      |
|  |                            |

|  | Beelarongia patrichae |
|  |                       |
|  | Canowindra grossi     |
|  |                       |
|  | Koharalepis jarviki   |
|  |                       |

|  | Cladarosymblema narienense |
|  |                            |
|  | Ectosteorhachis nitidus    |
|  |                            |
|  | Megalichthys hibberti      |
|  |                            |

|  | Beelarongia patrichae |
|  |                       |
|  | Canowindra grossi     |
|  |                       |
|  | Koharalepis jarviki   |
|  |                       |

|  | Cladarosymblema narienense |
|  |                            |
|  | Ectosteorhachis nitidus    |
|  |                            |
|  | Megalichthys hibberti      |
|  |                            |

|  | Beelarongia patrichae |
|  |                       |
|  | Canowindra grossi     |
|  |                       |
|  | Koharalepis jarviki   |
|  |                       |

|  | Cladarosymblema narienense |
|  |                            |
|  | Ectosteorhachis nitidus    |
|  |                            |
|  | Megalichthys hibberti      |
|  |                            |

|  | Beelarongia patrichae |
|  |                       |
|  | Canowindra grossi     |
|  |                       |
|  | Koharalepis jarviki   |
|  |                       |

|  | Cladarosymblema narienense |
|  |                            |
|  | Ectosteorhachis nitidus    |
|  |                            |
|  | Megalichthys hibberti      |
|  |                            |

|  | Beelarongia patrichae |
|  |                       |
|  | Canowindra grossi     |
|  |                       |
|  | Koharalepis jarviki   |
|  |                       |

|  | Cladarosymblema narienense |
|  |                            |
|  | Ectosteorhachis nitidus    |
|  |                            |
|  | Megalichthys hibberti      |
|  |                            |

|  | Beelarongia patrichae |
|  |                       |
|  | Canowindra grossi     |
|  |                       |
|  | Koharalepis jarviki   |
|  |                       |

|  | Cladarosymblema narienense |
|  |                            |
|  | Ectosteorhachis nitidus    |
|  |                            |
|  | Megalichthys hibberti      |
|  |                            |

|  | Beelarongia patrichae |
|  |                       |
|  | Canowindra grossi     |
|  |                       |
|  | Koharalepis jarviki   |
|  |                       |

|  | Cladarosymblema narienense |
|  |                            |
|  | Ectosteorhachis nitidus    |
|  |                            |
|  | Megalichthys hibberti      |
|  |                            |

|  | Beelarongia patrichae |
|  |                       |
|  | Canowindra grossi     |
|  |                       |
|  | Koharalepis jarviki   |
|  |                       |

|  | Cladarosymblema narienense |
|  |                            |
|  | Ectosteorhachis nitidus    |
|  |                            |
|  | Megalichthys hibberti      |
|  |                            |

|  | Beelarongia patrichae |
|  |                       |
|  | Canowindra grossi     |
|  |                       |
|  | Koharalepis jarviki   |
|  |                       |

|  | Cladarosymblema narienense |
|  |                            |
|  | Ectosteorhachis nitidus    |
|  |                            |
|  | Megalichthys hibberti      |
|  |                            |

|  | Beelarongia patrichae |
|  |                       |
|  | Canowindra grossi     |
|  |                       |
|  | Koharalepis jarviki   |
|  |                       |

|  | Cladarosymblema narienense |
|  |                            |
|  | Ectosteorhachis nitidus    |
|  |                            |
|  | Megalichthys hibberti      |
|  |                            |

|  | Beelarongia patrichae |
|  |                       |
|  | Canowindra grossi     |
|  |                       |
|  | Koharalepis jarviki   |
|  |                       |

|  | Cladarosymblema narienense |
|  |                            |
|  | Ectosteorhachis nitidus    |
|  |                            |
|  | Megalichthys hibberti      |
|  |                            |

|  | Beelarongia patrichae |
|  |                       |
|  | Canowindra grossi     |
|  |                       |
|  | Koharalepis jarviki   |
|  |                       |

|  | Cladarosymblema narienense |
|  |                            |
|  | Ectosteorhachis nitidus    |
|  |                            |
|  | Megalichthys hibberti      |
|  |                            |

|  | Beelarongia patrichae |
|  |                       |
|  | Canowindra grossi     |
|  |                       |
|  | Koharalepis jarviki   |
|  |                       |

|  | Cladarosymblema narienense |
|  |                            |
|  | Ectosteorhachis nitidus    |
|  |                            |
|  | Megalichthys hibberti      |
|  |                            |

|  | Beelarongia patrichae |
|  |                       |
|  | Canowindra grossi     |
|  |                       |
|  | Koharalepis jarviki   |
|  |                       |

|  | Cladarosymblema narienense |
|  |                            |
|  | Ectosteorhachis nitidus    |
|  |                            |
|  | Megalichthys hibberti      |
|  |                            |

|  | Beelarongia patrichae |
|  |                       |
|  | Canowindra grossi     |
|  |                       |
|  | Koharalepis jarviki   |
|  |                       |

|  | Cladarosymblema narienense |
|  |                            |
|  | Ectosteorhachis nitidus    |
|  |                            |
|  | Megalichthys hibberti      |
|  |                            |

|  | Beelarongia patrichae |
|  |                       |
|  | Canowindra grossi     |
|  |                       |
|  | Koharalepis jarviki   |
|  |                       |

|  | Cladarosymblema narienense |
|  |                            |
|  | Ectosteorhachis nitidus    |
|  |                            |
|  | Megalichthys hibberti      |
|  |                            |

|  | Beelarongia patrichae |
|  |                       |
|  | Canowindra grossi     |
|  |                       |
|  | Koharalepis jarviki   |
|  |                       |

|  | Cladarosymblema narienense |
|  |                            |
|  | Ectosteorhachis nitidus    |
|  |                            |
|  | Megalichthys hibberti      |
|  |                            |

|  | Beelarongia patrichae |
|  |                       |
|  | Canowindra grossi     |
|  |                       |
|  | Koharalepis jarviki   |
|  |                       |

|  | Cladarosymblema narienense |
|  |                            |
|  | Ectosteorhachis nitidus    |
|  |                            |
|  | Megalichthys hibberti      |
|  |                            |

|  | Beelarongia patrichae |
|  |                       |
|  | Canowindra grossi     |
|  |                       |
|  | Koharalepis jarviki   |
|  |                       |

|  | Cladarosymblema narienense |
|  |                            |
|  | Ectosteorhachis nitidus    |
|  |                            |
|  | Megalichthys hibberti      |
|  |                            |

|  | Beelarongia patrichae |
|  |                       |
|  | Canowindra grossi     |
|  |                       |
|  | Koharalepis jarviki   |
|  |                       |

|  | Cladarosymblema narienense |
|  |                            |
|  | Ectosteorhachis nitidus    |
|  |                            |
|  | Megalichthys hibberti      |
|  |                            |

|  | Beelarongia patrichae |
|  |                       |
|  | Canowindra grossi     |
|  |                       |
|  | Koharalepis jarviki   |
|  |                       |

|  | Cladarosymblema narienense |
|  |                            |
|  | Ectosteorhachis nitidus    |
|  |                            |
|  | Megalichthys hibberti      |
|  |                            |

|  | Beelarongia patrichae |
|  |                       |
|  | Canowindra grossi     |
|  |                       |
|  | Koharalepis jarviki   |
|  |                       |

|  | Cladarosymblema narienense |
|  |                            |
|  | Ectosteorhachis nitidus    |
|  |                            |
|  | Megalichthys hibberti      |
|  |                            |

|  | Beelarongia patrichae |
|  |                       |
|  | Canowindra grossi     |
|  |                       |
|  | Koharalepis jarviki   |
|  |                       |

|  | Cladarosymblema narienense |
|  |                            |
|  | Ectosteorhachis nitidus    |
|  |                            |
|  | Megalichthys hibberti      |
|  |                            |

|  | Beelarongia patrichae |
|  |                       |
|  | Canowindra grossi     |
|  |                       |
|  | Koharalepis jarviki   |
|  |                       |

|  | Cladarosymblema narienense |
|  |                            |
|  | Ectosteorhachis nitidus    |
|  |                            |
|  | Megalichthys hibberti      |
|  |                            |

|  | Beelarongia patrichae |
|  |                       |
|  | Canowindra grossi     |
|  |                       |
|  | Koharalepis jarviki   |
|  |                       |

|  | Cladarosymblema narienense |
|  |                            |
|  | Ectosteorhachis nitidus    |
|  |                            |
|  | Megalichthys hibberti      |
|  |                            |

|  | Beelarongia patrichae |
|  |                       |
|  | Canowindra grossi     |
|  |                       |
|  | Koharalepis jarviki   |
|  |                       |

|  | Cladarosymblema narienense |
|  |                            |
|  | Ectosteorhachis nitidus    |
|  |                            |
|  | Megalichthys hibberti      |
|  |                            |

|  | Beelarongia patrichae |
|  |                       |
|  | Canowindra grossi     |
|  |                       |
|  | Koharalepis jarviki   |
|  |                       |

|  | Cladarosymblema narienense |
|  |                            |
|  | Ectosteorhachis nitidus    |
|  |                            |
|  | Megalichthys hibberti      |
|  |                            |

|  | Beelarongia patrichae |
|  |                       |
|  | Canowindra grossi     |
|  |                       |
|  | Koharalepis jarviki   |
|  |                       |

|  | Cladarosymblema narienense |
|  |                            |
|  | Ectosteorhachis nitidus    |
|  |                            |
|  | Megalichthys hibberti      |
|  |                            |

|  | Beelarongia patrichae |
|  |                       |
|  | Canowindra grossi     |
|  |                       |
|  | Koharalepis jarviki   |
|  |                       |

|  | Cladarosymblema narienense |
|  |                            |
|  | Ectosteorhachis nitidus    |
|  |                            |
|  | Megalichthys hibberti      |
|  |                            |

|  | Beelarongia patrichae |
|  |                       |
|  | Canowindra grossi     |
|  |                       |
|  | Koharalepis jarviki   |
|  |                       |

|  | Cladarosymblema narienense |
|  |                            |
|  | Ectosteorhachis nitidus    |
|  |                            |
|  | Megalichthys hibberti      |
|  |                            |

|  | Beelarongia patrichae |
|  |                       |
|  | Canowindra grossi     |
|  |                       |
|  | Koharalepis jarviki   |
|  |                       |

|  | Cladarosymblema narienense |
|  |                            |
|  | Ectosteorhachis nitidus    |
|  |                            |
|  | Megalichthys hibberti      |
|  |                            |

|  | Beelarongia patrichae |
|  |                       |
|  | Canowindra grossi     |
|  |                       |
|  | Koharalepis jarviki   |
|  |                       |

|  | Cladarosymblema narienense |
|  |                            |
|  | Ectosteorhachis nitidus    |
|  |                            |
|  | Megalichthys hibberti      |
|  |                            |

|  | Beelarongia patrichae |
|  |                       |
|  | Canowindra grossi     |
|  |                       |
|  | Koharalepis jarviki   |
|  |                       |

|  | Cladarosymblema narienense |
|  |                            |
|  | Ectosteorhachis nitidus    |
|  |                            |
|  | Megalichthys hibberti      |
|  |                            |

|  | Beelarongia patrichae |
|  |                       |
|  | Canowindra grossi     |
|  |                       |
|  | Koharalepis jarviki   |
|  |                       |

|  | Cladarosymblema narienense |
|  |                            |
|  | Ectosteorhachis nitidus    |
|  |                            |
|  | Megalichthys hibberti      |
|  |                            |

|  | Beelarongia patrichae |
|  |                       |
|  | Canowindra grossi     |
|  |                       |
|  | Koharalepis jarviki   |
|  |                       |

|  | Cladarosymblema narienense |
|  |                            |
|  | Ectosteorhachis nitidus    |
|  |                            |
|  | Megalichthys hibberti      |
|  |                            |

|  | Beelarongia patrichae |
|  |                       |
|  | Canowindra grossi     |
|  |                       |
|  | Koharalepis jarviki   |
|  |                       |

|  | Cladarosymblema narienense |
|  |                            |
|  | Ectosteorhachis nitidus    |
|  |                            |
|  | Megalichthys hibberti      |
|  |                            |

|  | Beelarongia patrichae |
|  |                       |
|  | Canowindra grossi     |
|  |                       |
|  | Koharalepis jarviki   |
|  |                       |

|  | Cladarosymblema narienense |
|  |                            |
|  | Ectosteorhachis nitidus    |
|  |                            |
|  | Megalichthys hibberti      |
|  |                            |

|  | Beelarongia patrichae |
|  |                       |
|  | Canowindra grossi     |
|  |                       |
|  | Koharalepis jarviki   |
|  |                       |

|  | Cladarosymblema narienense |
|  |                            |
|  | Ectosteorhachis nitidus    |
|  |                            |
|  | Megalichthys hibberti      |
|  |                            |

|  | Beelarongia patrichae |
|  |                       |
|  | Canowindra grossi     |
|  |                       |
|  | Koharalepis jarviki   |
|  |                       |

|  | Cladarosymblema narienense |
|  |                            |
|  | Ectosteorhachis nitidus    |
|  |                            |
|  | Megalichthys hibberti      |
|  |                            |

|  | Beelarongia patrichae |
|  |                       |
|  | Canowindra grossi     |
|  |                       |
|  | Koharalepis jarviki   |
|  |                       |

|  | Cladarosymblema narienense |
|  |                            |
|  | Ectosteorhachis nitidus    |
|  |                            |
|  | Megalichthys hibberti      |
|  |                            |

|  | Beelarongia patrichae |
|  |                       |
|  | Canowindra grossi     |
|  |                       |
|  | Koharalepis jarviki   |
|  |                       |

|  | Cladarosymblema narienense |
|  |                            |
|  | Ectosteorhachis nitidus    |
|  |                            |
|  | Megalichthys hibberti      |
|  |                            |

|  | Beelarongia patrichae |
|  |                       |
|  | Canowindra grossi     |
|  |                       |
|  | Koharalepis jarviki   |
|  |                       |

|  | Cladarosymblema narienense |
|  |                            |
|  | Ectosteorhachis nitidus    |
|  |                            |
|  | Megalichthys hibberti      |
|  |                            |

|  | Beelarongia patrichae |
|  |                       |
|  | Canowindra grossi     |
|  |                       |
|  | Koharalepis jarviki   |
|  |                       |

|  | Cladarosymblema narienense |
|  |                            |
|  | Ectosteorhachis nitidus    |
|  |                            |
|  | Megalichthys hibberti      |
|  |                            |

|  | Beelarongia patrichae |
|  |                       |
|  | Canowindra grossi     |
|  |                       |
|  | Koharalepis jarviki   |
|  |                       |

|  | Cladarosymblema narienense |
|  |                            |
|  | Ectosteorhachis nitidus    |
|  |                            |
|  | Megalichthys hibberti      |
|  |                            |

|  | Beelarongia patrichae |
|  |                       |
|  | Canowindra grossi     |
|  |                       |
|  | Koharalepis jarviki   |
|  |                       |

|  | Cladarosymblema narienense |
|  |                            |
|  | Ectosteorhachis nitidus    |
|  |                            |
|  | Megalichthys hibberti      |
|  |                            |

|  | Beelarongia patrichae |
|  |                       |
|  | Canowindra grossi     |
|  |                       |
|  | Koharalepis jarviki   |
|  |                       |

|  | Cladarosymblema narienense |
|  |                            |
|  | Ectosteorhachis nitidus    |
|  |                            |
|  | Megalichthys hibberti      |
|  |                            |

|  | Beelarongia patrichae |
|  |                       |
|  | Canowindra grossi     |
|  |                       |
|  | Koharalepis jarviki   |
|  |                       |

|  | Cladarosymblema narienense |
|  |                            |
|  | Ectosteorhachis nitidus    |
|  |                            |
|  | Megalichthys hibberti      |
|  |                            |

|  | Beelarongia patrichae |
|  |                       |
|  | Canowindra grossi     |
|  |                       |
|  | Koharalepis jarviki   |
|  |                       |

|  | Cladarosymblema narienense |
|  |                            |
|  | Ectosteorhachis nitidus    |
|  |                            |
|  | Megalichthys hibberti      |
|  |                            |

|  | Beelarongia patrichae |
|  |                       |
|  | Canowindra grossi     |
|  |                       |
|  | Koharalepis jarviki   |
|  |                       |

|  | Cladarosymblema narienense |
|  |                            |
|  | Ectosteorhachis nitidus    |
|  |                            |
|  | Megalichthys hibberti      |
|  |                            |

|  | Beelarongia patrichae |
|  |                       |
|  | Canowindra grossi     |
|  |                       |
|  | Koharalepis jarviki   |
|  |                       |

|  | Cladarosymblema narienense |
|  |                            |
|  | Ectosteorhachis nitidus    |
|  |                            |
|  | Megalichthys hibberti      |
|  |                            |

|  | Beelarongia patrichae |
|  |                       |
|  | Canowindra grossi     |
|  |                       |
|  | Koharalepis jarviki   |
|  |                       |

|  | Cladarosymblema narienense |
|  |                            |
|  | Ectosteorhachis nitidus    |
|  |                            |
|  | Megalichthys hibberti      |
|  |                            |

|  | Beelarongia patrichae |
|  |                       |
|  | Canowindra grossi     |
|  |                       |
|  | Koharalepis jarviki   |
|  |                       |

|  | Cladarosymblema narienense |
|  |                            |
|  | Ectosteorhachis nitidus    |
|  |                            |
|  | Megalichthys hibberti      |
|  |                            |

|  | Beelarongia patrichae |
|  |                       |
|  | Canowindra grossi     |
|  |                       |
|  | Koharalepis jarviki   |
|  |                       |

|  | Cladarosymblema narienense |
|  |                            |
|  | Ectosteorhachis nitidus    |
|  |                            |
|  | Megalichthys hibberti      |
|  |                            |

|  | Beelarongia patrichae |
|  |                       |
|  | Canowindra grossi     |
|  |                       |
|  | Koharalepis jarviki   |
|  |                       |

|  | Cladarosymblema narienense |
|  |                            |
|  | Ectosteorhachis nitidus    |
|  |                            |
|  | Megalichthys hibberti      |
|  |                            |

|  | Beelarongia patrichae |
|  |                       |
|  | Canowindra grossi     |
|  |                       |
|  | Koharalepis jarviki   |
|  |                       |

|  | Cladarosymblema narienense |
|  |                            |
|  | Ectosteorhachis nitidus    |
|  |                            |
|  | Megalichthys hibberti      |
|  |                            |

|  | Beelarongia patrichae |
|  |                       |
|  | Canowindra grossi     |
|  |                       |
|  | Koharalepis jarviki   |
|  |                       |

|  | Cladarosymblema narienense |
|  |                            |
|  | Ectosteorhachis nitidus    |
|  |                            |
|  | Megalichthys hibberti      |
|  |                            |

|  | Beelarongia patrichae |
|  |                       |
|  | Canowindra grossi     |
|  |                       |
|  | Koharalepis jarviki   |
|  |                       |

|  | Cladarosymblema narienense |
|  |                            |
|  | Ectosteorhachis nitidus    |
|  |                            |
|  | Megalichthys hibberti      |
|  |                            |

|  | Beelarongia patrichae |
|  |                       |
|  | Canowindra grossi     |
|  |                       |
|  | Koharalepis jarviki   |
|  |                       |

|  | Cladarosymblema narienense |
|  |                            |
|  | Ectosteorhachis nitidus    |
|  |                            |
|  | Megalichthys hibberti      |
|  |                            |

|  | Beelarongia patrichae |
|  |                       |
|  | Canowindra grossi     |
|  |                       |
|  | Koharalepis jarviki   |
|  |                       |

|  | Cladarosymblema narienense |
|  |                            |
|  | Ectosteorhachis nitidus    |
|  |                            |
|  | Megalichthys hibberti      |
|  |                            |

|  | Beelarongia patrichae |
|  |                       |
|  | Canowindra grossi     |
|  |                       |
|  | Koharalepis jarviki   |
|  |                       |

|  | Cladarosymblema narienense |
|  |                            |
|  | Ectosteorhachis nitidus    |
|  |                            |
|  | Megalichthys hibberti      |
|  |                            |

|  | Beelarongia patrichae |
|  |                       |
|  | Canowindra grossi     |
|  |                       |
|  | Koharalepis jarviki   |
|  |                       |

|  | Cladarosymblema narienense |
|  |                            |
|  | Ectosteorhachis nitidus    |
|  |                            |
|  | Megalichthys hibberti      |
|  |                            |

|  | Beelarongia patrichae |
|  |                       |
|  | Canowindra grossi     |
|  |                       |
|  | Koharalepis jarviki   |
|  |                       |

|  | Cladarosymblema narienense |
|  |                            |
|  | Ectosteorhachis nitidus    |
|  |                            |
|  | Megalichthys hibberti      |
|  |                            |

|  | Beelarongia patrichae |
|  |                       |
|  | Canowindra grossi     |
|  |                       |
|  | Koharalepis jarviki   |
|  |                       |

|  | Cladarosymblema narienense |
|  |                            |
|  | Ectosteorhachis nitidus    |
|  |                            |
|  | Megalichthys hibberti      |
|  |                            |

|  | Beelarongia patrichae |
|  |                       |
|  | Canowindra grossi     |
|  |                       |
|  | Koharalepis jarviki   |
|  |                       |

|  | Cladarosymblema narienense |
|  |                            |
|  | Ectosteorhachis nitidus    |
|  |                            |
|  | Megalichthys hibberti      |
|  |                            |

|  | Beelarongia patrichae |
|  |                       |
|  | Canowindra grossi     |
|  |                       |
|  | Koharalepis jarviki   |
|  |                       |

|  | Cladarosymblema narienense |
|  |                            |
|  | Ectosteorhachis nitidus    |
|  |                            |
|  | Megalichthys hibberti      |
|  |                            |

|  | Beelarongia patrichae |
|  |                       |
|  | Canowindra grossi     |
|  |                       |
|  | Koharalepis jarviki   |
|  |                       |

|  | Cladarosymblema narienense |
|  |                            |
|  | Ectosteorhachis nitidus    |
|  |                            |
|  | Megalichthys hibberti      |
|  |                            |

|  | Beelarongia patrichae |
|  |                       |
|  | Canowindra grossi     |
|  |                       |
|  | Koharalepis jarviki   |
|  |                       |

|  | Cladarosymblema narienense |
|  |                            |
|  | Ectosteorhachis nitidus    |
|  |                            |
|  | Megalichthys hibberti      |
|  |                            |

|  | Beelarongia patrichae |
|  |                       |
|  | Canowindra grossi     |
|  |                       |
|  | Koharalepis jarviki   |
|  |                       |

|  | Cladarosymblema narienense |
|  |                            |
|  | Ectosteorhachis nitidus    |
|  |                            |
|  | Megalichthys hibberti      |
|  |                            |

|  | Beelarongia patrichae |
|  |                       |
|  | Canowindra grossi     |
|  |                       |
|  | Koharalepis jarviki   |
|  |                       |

|  | Cladarosymblema narienense |
|  |                            |
|  | Ectosteorhachis nitidus    |
|  |                            |
|  | Megalichthys hibberti      |
|  |                            |

|  | Beelarongia patrichae |
|  |                       |
|  | Canowindra grossi     |
|  |                       |
|  | Koharalepis jarviki   |
|  |                       |

|  | Cladarosymblema narienense |
|  |                            |
|  | Ectosteorhachis nitidus    |
|  |                            |
|  | Megalichthys hibberti      |
|  |                            |

|  | Beelarongia patrichae |
|  |                       |
|  | Canowindra grossi     |
|  |                       |
|  | Koharalepis jarviki   |
|  |                       |

|  | Cladarosymblema narienense |
|  |                            |
|  | Ectosteorhachis nitidus    |
|  |                            |
|  | Megalichthys hibberti      |
|  |                            |

|  | Beelarongia patrichae |
|  |                       |
|  | Canowindra grossi     |
|  |                       |
|  | Koharalepis jarviki   |
|  |                       |